# Proposizione dichiarativa
Le proposizioni dichiarative spiegano un termine della reggente (un nome o un pronome).

## Descrizione
Nel caso della subordinata dichiarativa, l'elemento che richiede una precisazione può essere:
- un pronome dimostrativo o un aggettivo dimostrativo seguito da un nome:

Penso questo: / che tu sia stato poco generoso.
Siamo intesi su questo punto: / che sarai a casa per le sette.
- un nome il cui significato spesso indica timore, dubbio, opinione, certezza:

Ho la sensazione / che Mario sia scontento del servizio che gli ho fatto.
Mi viene il dubbio / che anche tu saresti caduto nella trappola.

Possiamo incontrare una dichiarativa in dipendenza anche da un'altra subordinata (per esempio, una soggettiva o un'oggettiva) purché si riferisca ad un elemento nominale:
Penso / sia un bene / che tu abbia preso questa decisione.

Va però sottolineato come questa tesi, desunta dalla grammatica di Dardano e Trifone e fatta propria dalla scuola italiana, non sia confermata Serianni (Grammatica italiana. Italiano comune e lingua letteraria, Utet, Torino, 1987, p. 568, 79) né dagli articoli editi nell'Enciclopedia Treccani (cfr "Frasi oggettive", Enciclopedia Treccani in linea); dai contributi appena menzionati si evince come una dichiarativa, per essere considerata tale, debba essere separata dalla reggente mediante un segno di punteggiatura, tipicamente i due punti.

## Forma esplicita e forma implicita
Nella forma esplicita, la subordinata dichiarativa è introdotta dalla congiunzione "che" ed ha il verbo all'indicativo per esprimere certezza, al congiuntivo o al condizionale per esprimere dubbio o possibilità, come negli esempi appena visti.
Nella forma implicita, la subordinata dichiarativa presenta l'infinito, introdotto (ma non sempre) da "di"
Aveva la certezza / di essere preparato.
Aspira a questo: / essere sempre il primo.

## Coordinata dichiarativa o esplicativa
La coordinata dichiarativa o esplicativa è invece introdotta da congiunzioni quali cioè, ossia, ovvero, oppure da locuzioni congiuntive quali in altre parole, in altri termini, sarebbe a dire, vale a dire, se vogliamo, per essere precisi.